# Our Kind of Love
"Our Kind of Love" là bài hát của ban nhạc đồng quê người Mỹ Lady Antebellum. Ca khúc được sáng tác bởi nhóm cùng với Busbee, và được phát hành làm đĩa đơn thứ ba từ album phòng thu thứ hai của họ, Need You Now. Ca khúc xuất hiện lần đầu ở vị trí 50 trên Billboard Hot Country Songs ngày 24 tháng 5 năm 2010, sau đó đã đạt đến vị trí quán quân.

## Xếp hạng
| Bảng xếp hạng (2010)                 | Vị trí cao nhất |
| ------------------------------------ | --------------- |
| Canada (Canadian Hot 100)            | 61              |
| Hoa Kỳ Billboard Hot 100             | 51              |
| Hoa Kỳ Hot Country Songs (Billboard) | 1               |